# Canthidium epistomale
Canthidium epistomale là một loài bọ cánh cứng trong họ Bọ hung (Scarabaeidae).